# Ligne Kure
La ligne Kure (呉線, Kure-sen) est une ligne ferroviaire exploitée par la West Japan Railway Company (JR West), dans la préfecture d'Hiroshima au Japon. Elle relie la gare de Mihara à celle de Kaitaichi.
La ligne Kure constitue la ligne Y du réseau urbain d'Hiroshima entre Hiro et Hiroshima. La section entre Hiro et Mihara est aussi appelée ligne Setouchi Sazanami (瀬戸内さざなみ線).

## Histoire
Le premier tronçon ouvre entre Kaitaishi et Kure le 27 décembre 1903. La ligne est acquise par la compagnie Sanyo Railway en 1904, avant d'être nationalisée en 1906. Elle est officiellement appelée ligne Kure en 1909.
Le 19 mars 1930, la ligne Sango ouvre entre Mihara et Sunami. Elle est prolongée en plusieurs étapes de 1931 à 1935 et finit par rejoindre la ligne Kure avec laquelle elle fusionne.
La ligne est électrifiée en 1970.

## Caractéristiques

### Ligne
- Longueur : 87,0 km
- Ecartement : 1 067 mm
- Alimentation : 1 500 V par caténaire
- Nombre de voies : voie unique

### Interconnexion
A Kaitaichi, tous les trains continuent sur la ligne principale Sanyō jusqu'à la gare d'Hiroshima.

### Liste des gares
La ligne comporte 28 gares, identifiées de JR-Y04 à JR-Y31.
| Numéro | Gare          | Nom japonais | Distance depuis Mihara (km) | Correspondances                   | Localisation     |
| ------ | ------------- | ------------ | --------------------------- | --------------------------------- | ---------------- |
| JR-Y31 | Mihara        | 三原         | 0                           | JR West : Sanyō Shinkansen, Sanyō | Mihara           |
| JR-Y30 | Sunami        | 須波         | 5,1                         |                                   | Mihara           |
| JR-Y29 | Akisaizaki    | 安芸幸崎     | 11,8                        |                                   | Mihara           |
| JR-Y28 | Tadanoumi     | 忠海         | 17,2                        |                                   | Takehara         |
| JR-Y27 | Akinagahama   | 安芸長浜     | 20,0                        |                                   | Takehara         |
| JR-Y26 | Ōnori         | 大乗         | 21,8                        |                                   | Takehara         |
| JR-Y25 | Takehara      | 竹原         | 25,3                        |                                   | Takehara         |
| JR-Y24 | Yoshina       | 吉名         | 30,0                        |                                   | Takehara         |
| JR-Y23 | Akitsu        | 安芸津       | 34,7                        |                                   | Higashihiroshima |
| JR-Y22 | Kazahaya      | 風早         | 37,9                        |                                   | Higashihiroshima |
| JR-Y21 | Yasuura       | 安浦         | 44,2                        |                                   | Kure             |
| JR-Y20 | Ato           | 安登         | 48,7                        |                                   | Kure             |
| JR-Y19 | Akikawajiri   | 安芸川尻     | 52,8                        |                                   | Kure             |
| JR-Y18 | Nigata        | 仁方         | 57,6                        |                                   | Kure             |
| JR-Y17 | Hiro          | 広           | 60,2                        |                                   | Kure             |
| JR-Y16 | Shin-Hiro     | 新広         | 61,5                        |                                   | Kure             |
| JR-Y15 | Akiaga        | 安芸阿賀     | 62,9                        |                                   | Kure             |
| JR-Y14 | Kure          | 呉           | 67,0                        |                                   | Kure             |
| JR-Y13 | Kawaraishi    | 川原石       | 68,7                        |                                   | Kure             |
| JR-Y12 | Yoshiura      | 吉浦         | 71,0                        |                                   | Kure             |
| JR-Y11 | Karugahama    | かるが浜     | 72,2                        |                                   | Kure             |
| JR-Y10 | Tennō         | 天応         | 74,3                        |                                   | Kure             |
| JR-Y09 | Kure-Portopia | 呉ポートピア | 75,6                        |                                   | Kure             |
| JR-Y08 | Koyaura       | 小屋浦       | 77,1                        |                                   | Saka             |
| JR-Y07 | Mizushiri     | 水尻         | 79,3                        |                                   | Saka             |
| JR-Y06 | Saka          | 坂           | 81,8                        |                                   | Saka             |
| JR-Y05 | Yano          | 矢野         | 84,4                        |                                   | Hiroshima        |
| JR-Y04 | Kaitaichi     | 海田市       | 87,0                        | JR West : Sanyō (interconnexion)  | Kaita            |

## Matériel roulant

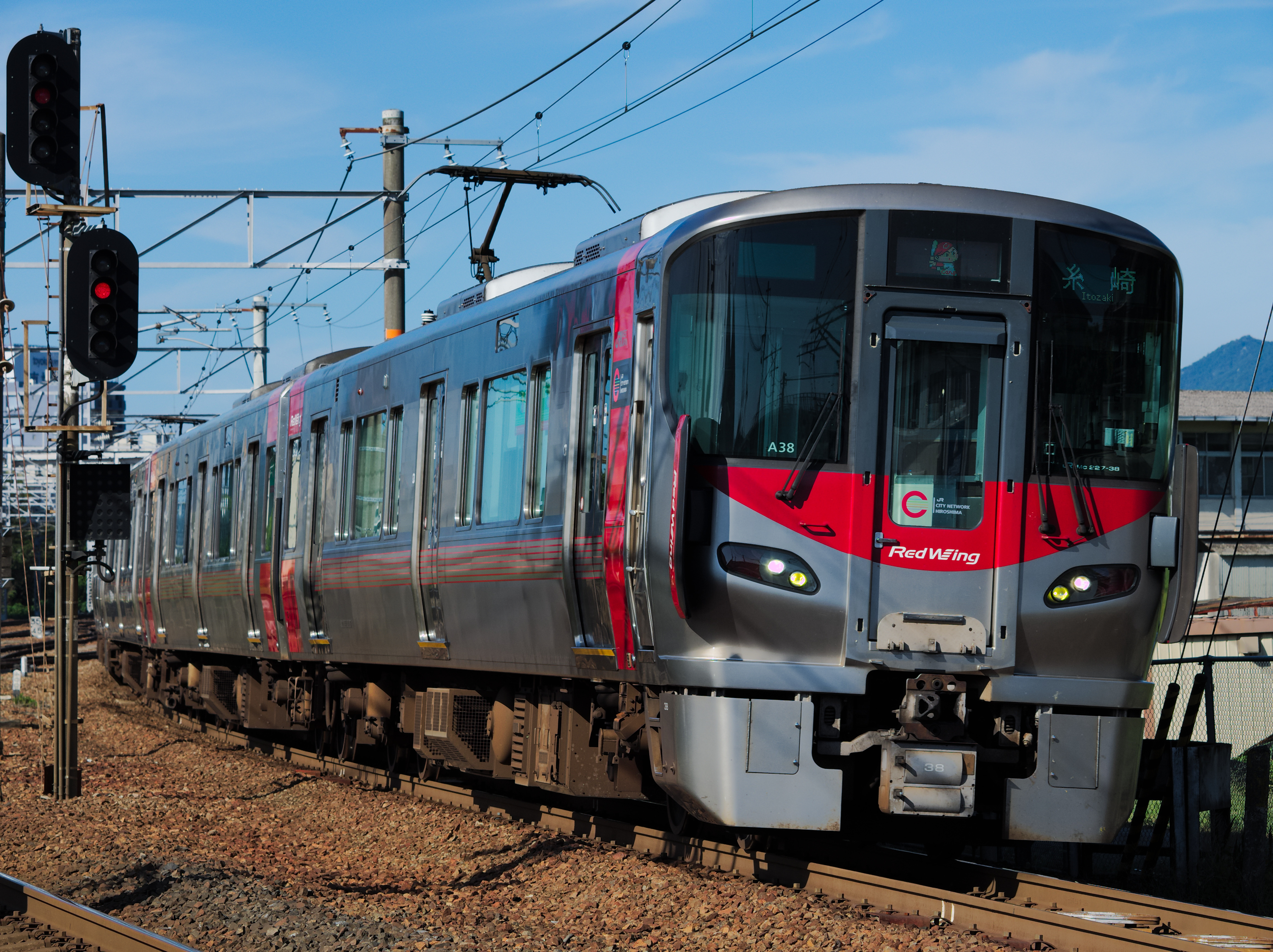
Série 227
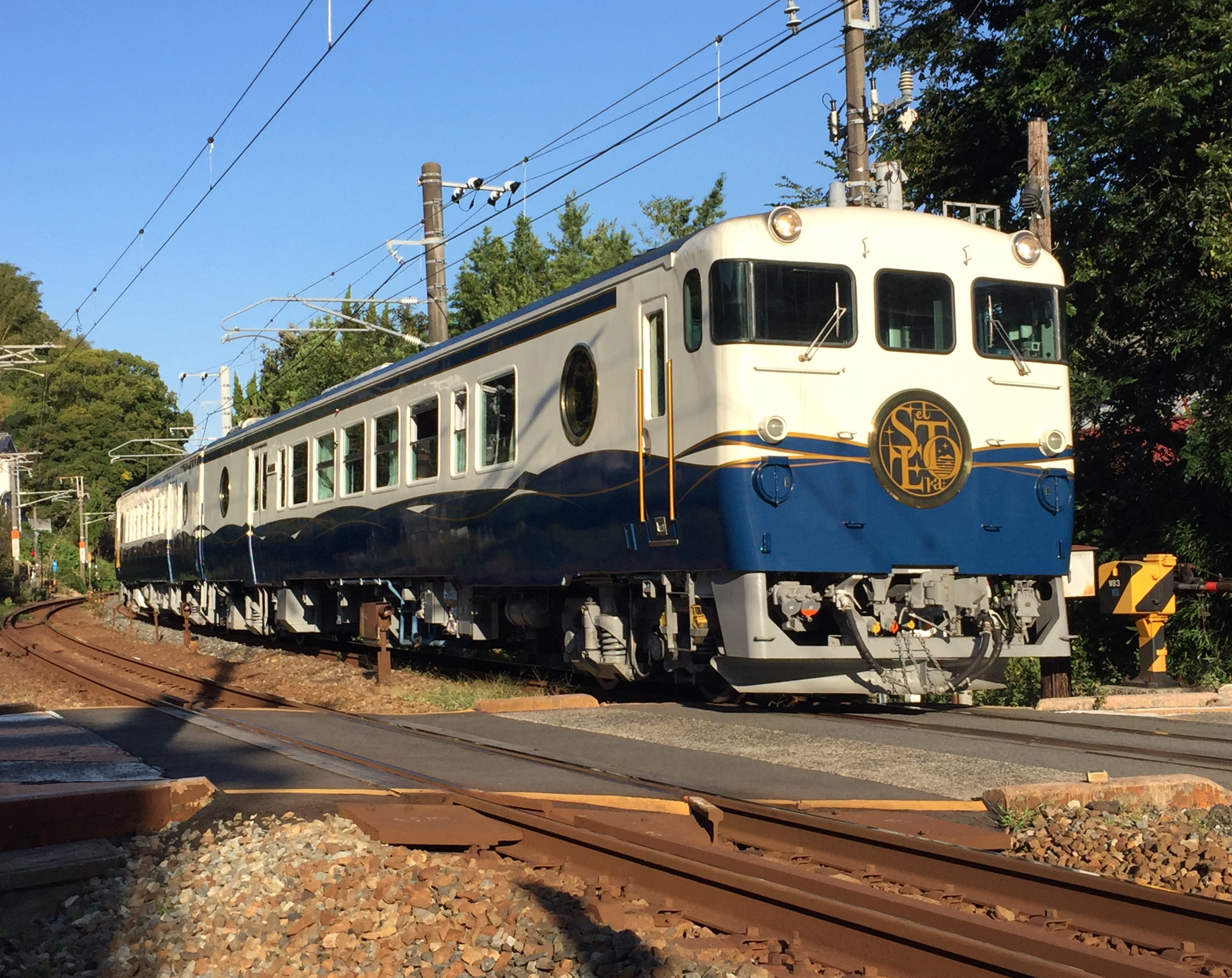
Série KiHa 47 (etSETOta)